# Larrauri-Markaida
Larrauri-Markaida es una entidad de población española del municipio de Munguía, perteneciente a la provincia de Vizcaya, en la comunidad autónoma del País Vasco. Comprende las entidades singulares de población de Larrauri y Markaida. En 2023, la entidad colectiva de población tenía empadronados 740 habitantes.